# Última Hora (Brésil)
Pour les articles homonymes, voir Última Hora.
Última Hora est un journal publié au Brésil, dont la ligne éditoriale est orientée à gauche. Il a été fondé en 1951 par le journaliste Samuel Wainer

## Links
- Ultima Hora dans les archives du Arquivo Público do Estado de São Paulo.

1. ↑  (en) Joseph S. Tulchin et Ralph H. Espach, Combating Corruption in Latin America, Woodrow Wilson Center Press, 17 août 2000, 230 p. (ISBN 978-1-930365-01-8, lire en ligne), p. 178